# Vlag van de Britse Maagdeneilanden
De vlag van de Britse Maagdeneilanden werd aangenomen op 5 november 1960. De vlag is een blauw Brits vaandel, dus een blauwe vlag met in het kanton de Britse vlag. Aan de rechterkant van de vlag staat het wapen van de Britse Maagdeneilanden.
In de handelsvlag is het veld rood in plaats van blauw, zoals op het rode Britse vaandel. De gouverneur van de Britse Maagdeneilanden gebruikt de Britse vlag met in het midden het wapen van het territorium.